# Rarities EP
Rarities EP è il quarto EP del gruppo musicale britannico One Direction, pubblicato il 23 luglio 2020.

## Tracce
1. You & I (Radio Edit) – 3:49
2. You & I (Duet Version) – 4:02
3. You & I (Piano Version) – 3:43
4. Home – 3:14